# Fête de Gadhimai

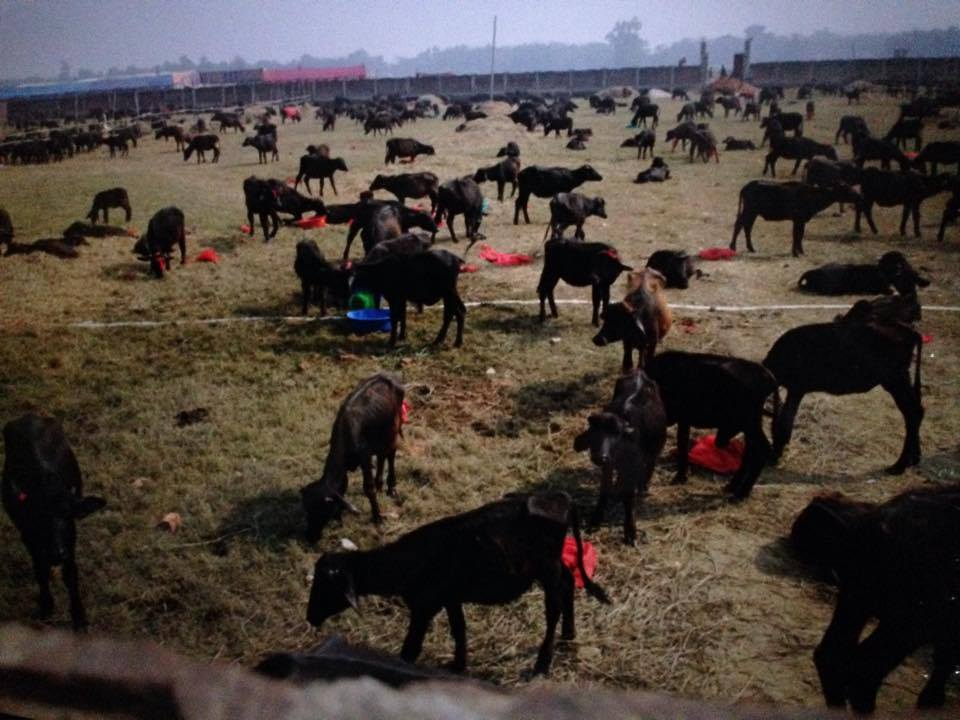
Animaux à la fête de Gadhimai.

La fête de Gadhimai est une fête hindoue qui a lieu une fois tous les cinq ans au temple Gadhimai de Bariyarpur, dans le district de Bara, à environ 160 km au sud de la capitale Katmandou, dans le sud du Népal. 
Elle était l'occasion du plus grand sacrifice d'animaux au monde (entre 300 000 et 500 000) derrière l'Aïd el Kebir où de nombreux bovins, ovins et caprins sont sacrifiés — des buffles (Bubalus bubalis, appelés localement « PaaDa »), porcs, chèvres, poulets et pigeons — dans le but de plaire à Gadhimai, déesse de la puissance.

## Description
Environ 5 millions de personnes participaient au festival, dont la majorité sont des Indiens des États de l'Uttar Pradesh et du Bihar. Ils assistent à la fête au Népal afin de contourner l'interdiction sur les sacrifices d'animaux dans leur propre État,. Les participants estimaient que les sacrifices d'animaux pour la déesse hindoue Gadhimai chasseront le diable et leur apporteront la prospérité.  
Un mois avant le rituel de 2009, le gouvernement népalais a réalisé qu'il y aurait une pénurie «grave» de boucs pour le sacrifice rituel, ainsi que pour la consommation de viande de chèvre pendant le festival. Ils ont mené une campagne à la radio demandant aux agriculteurs de vendre leurs animaux.

## Déroulement de la cérémonie
La fête du 24 novembre 2009 et le sacrifice des animaux a pris fin le 25, avec le grand prêtre du temple nommé Saptabali réalisant les sacrifices rituels de souris blanches, pigeons, coqs, canards, porcs et buffles mâles. Plus de 20 000 buffles ont été sacrifiés la première journée. On estime que 300 000 à 500 000 animaux ont été tués pendant la fête de Gadhimai de 2009. Les sacrifices rituels sont effectués par plus de 200 hommes dans un abattoir près du temple. La fête de 2014 a eu lieu le  27 novembre 2014.

## Accidents
Trois très jeunes enfants de pèlerins venus observer la fête de Gadhimai sont morts à cause du grand froid. Six personnes sont mortes après avoir bu de l'alcool frelaté

## Controverses
La fête a suscité de nombreuses protestations de militants des droits des animaux. En 2009, des militants, dont Brigitte Bardot et Maneka Gandhi ont fait plusieurs tentatives pour faire arrêter le rituel et écrit au gouvernement népalais pour lui demander d'arrêter ces tueries,. Un fonctionnaire a fait observer qu'ils ne saurait « interférer dans des traditions populaires vieilles de plusieurs centaines d'années ». 
Ram Bahadur Bomjon, considéré par certains de ses partisans comme la réincarnation de Bouddha, a déclaré qu'il allait tenter de faire arrêter les sacrifices, prêchant la non-violence (ahimsâ) et offrant sa bénédiction à la place,. Sa promesse avait incité le gouvernement à envoyer des forces supplémentaires pour prévenir tout incident. 
Après la fête, la viande, les os et les peaux des animaux sacrifiés sont vendus à des entreprises de transformation et de tannerie en Inde et au Népal. Les Intouchables locaux (dalits) de la caste Chamar peuvent consommer de la viande de buffle de la fête. Cette année, malgré les protestations et les appels à boycotter la consommation de viande par des groupes d'intouchables, de nombreux dalits sont arrivés au temple pour chercher de la viande pour leur consommation.
NG Jayasimha, directeur général de l'Humane Society International en Inde, a visité le Népal pour assurer que l'interdiction de rituels sanglants n'était pas respectée. Dans une interview au Times of India, il a déclaré : « Je suis très heureux que nous ayons pu nous asseoir avec le président népalais, le Premier ministre et d'autres politiciens, afin de prendre la parole pour les centaines de milliers d'animaux innocents qui sont condamnés à une décapitation absolument injustifiée à Gadhimai. Nous avons également parlé directement à l'administration du temple Gadhimai et au magistrat local, afin qu'ils puissent n'avoir aucun doute concernant cet appel irrésistible pour la compassion. Nous espérons sincèrement qu'ils vont agir pour arrêter cette effusion de sang inutile. » 

## Fin des rituels sanglants reportée
En juillet 2014, l'administration népalaise du temple de Gadhimai a annoncé l'annulation de tous les futurs rituels mettant à mort des animaux au festival Gadhimai,,.
En 2019, le rituel est toujours d’actualité.